# Амадор де лос Риос, Хосе
Хосе́ Амадо́р де лос Ри́ос и Серра́но (исп. José Amador de los Ríos; 1 января  1816,Баэна, Кордова, Испания — 17 февраля 1878, Севилья — испанский писатель, историк литературы, археолог, искусствовед, педагог, профессор истории Центрального университета Мадрида.
Основоположник истории испанской литературы, первый подошедший к ней с культурно-историческим методом.

## Биография
Окончил Центральный университет Мадрида.
Занимал кафедру истории в Центральном университете Мадрида, одно время состоял «генеральным инспектором народного просвещения в Испании».
Автор ряда исследований по истории, археологии и истории литературы Испании и Португалии в средние века и новое время («Historia crítica de la literatura española», 7 том, 1861—1865) и др. Ревностный, клерикально настроенный католик, он всячески старался обелять и оправдывать все меры, которыми католическое духовенство в Испании пользовалось для укрепления своей власти, и поддерживал «политику объединения», которой следовали католические короли Пиренейского полуострова. Несмотря на то, что Амадор де лос Риос писал свои исторические труды уже после выхода знаменитой книги бывшего секретаря инквизиции, Льоренте, «Historia de la inquisición», в которой были раскрыты все тайные пружины инквизиционной политики, он продолжал защищать инквизицию против её либеральных врагов. Исследования староиспанской жизни привели его также к изучению истории евреев, сыгравших важную роль в развитии Испании и Португалии. Плодом этого изучения явились труды по еврейской истории: Estudios históricos, políticos у literarios sobre los judíos de España (Мадрид, 1848) и трехтомное сочинение — Historia social, política у religiosa de los judíos de España у Portugal (Мадрид, 1876).
Амадор де лос Риос был членом большинства учёных и литературных обществ в Испании. Считался большим авторитетом в области истории, в том числе истории литературы, искусства, востоковедения. Увенчал свою литературную деятельность монументальной историей испанской литературы, доведенной только до царствования Карла V. 
Среди его работ следует отметить:
- Sevilla pintoresca (1844),
- Toledo pintoresco (1845),
- Estudios históricos, políticos y literarios sobre los judíos en España (1848),
- Obras del Marqués de Santillana (1853)
- El arte latino-bizantino en España (1861),
- Historia social, política y religiosa de los judíos en España (1873)
- Historia crítica de la literatura española (1861—1865, в 7 томах, незавершенных), которую считал своей основной работой.

Кроме того, вместе с Педро де Мадрасо редактировал монументальную работу Monumentos arquitectónicos de España .
Работал директором Национального археологического музея Испании (1867—1868).